# Xenoflustra voigti
Xenoflustra voigti is een mosdiertjessoort uit de familie van de Bugulidae. De wetenschappelijke naam van de soort is voor het eerst geldig gepubliceerd in 2011 door Moyano.